# Audi R8 (Rennprototyp)
Unter der Bezeichnung Audi R8 sind seit 1999 die offenen Le-Mans-Prototypen von Audi bekannt, die bei den 24 Stunden von Le Mans fünf Siege erringen konnten.
Der von 2000 bis 2006 eingesetzte R8 gilt mit 62 Siegen in 79 Renneinsätzen als einer der erfolgreichsten Sportprototypen aller Zeiten. Der Name R8 wurde später für ein Straßenmodell verwendet (Audi R8).

## Vorgeschichte
Im Jahr 1997 waren mehrere Werke bei Langstreckenrennen aktiv, und so entschloss sich Audi Motorsport 1998, ab 1999 auch teilzunehmen. Als Code des Projektes wurde R8 zugeteilt und ein V8-Turbomotor entwickelt. Audi beauftragte bei Dallara mit dem R8R einen offenen Roadster, ähnlich wie der von Williams F1 gebaute BMW V12 LMR. Angesichts der erfolgreichen geschlossenen GT1-Rennwagen wie Porsche 911 GT1 (LM-Sieg 1998), Mercedes-Benz CLK GTR (1999 CLR) sowie Toyota GT-One und der Regeländerungen hin zu LM-GTP war Audi nicht mehr sicher, ob dieses zumindest auf eine Runde schnellere Konzept nicht doch das bessere sei. So bekam rtn in Norfolk im Herbst zusätzlich den Auftrag, ein Coupé zu bauen, den R8C.

## Premiere mit Audi R8R und R8C

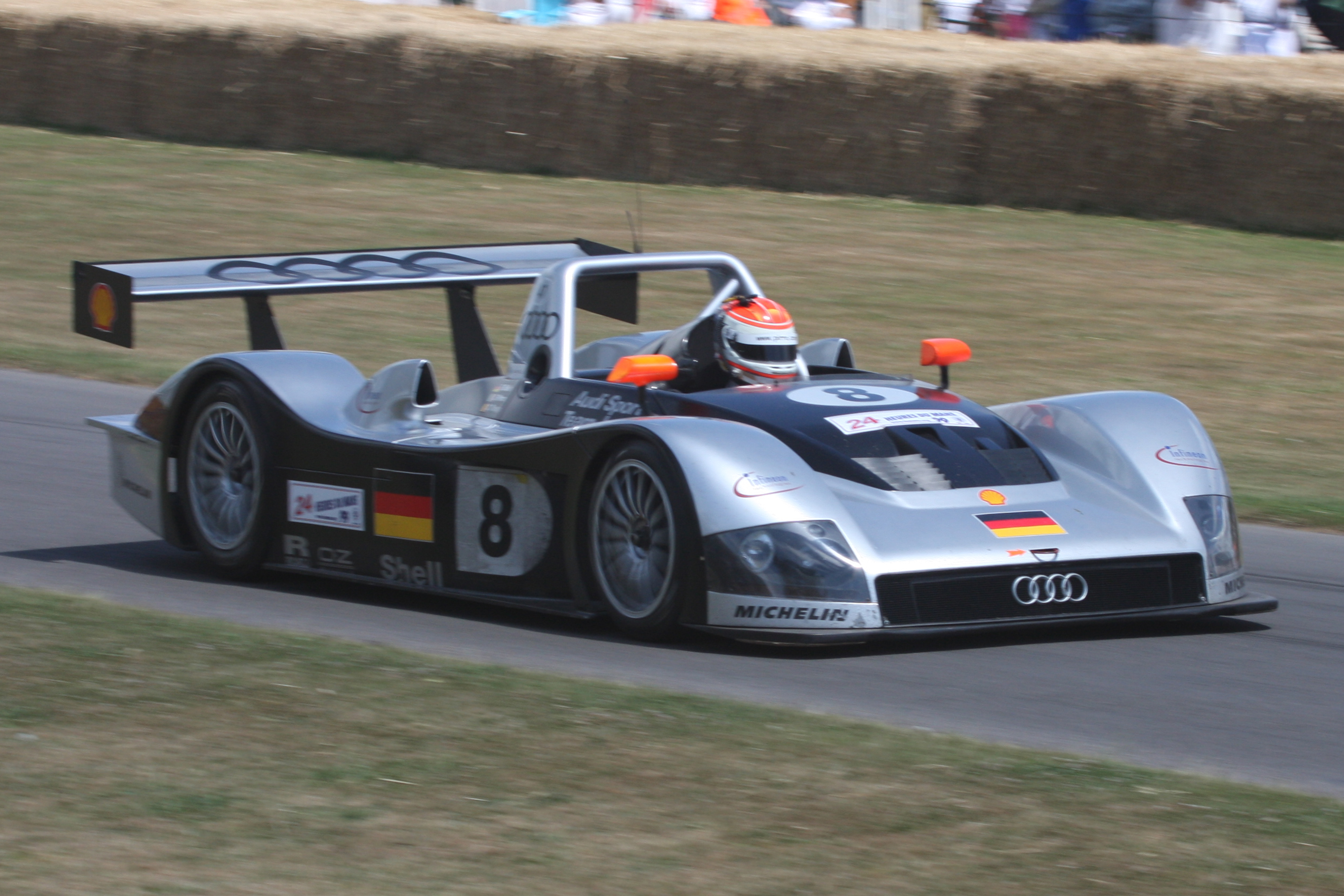
Audi R8R 1999

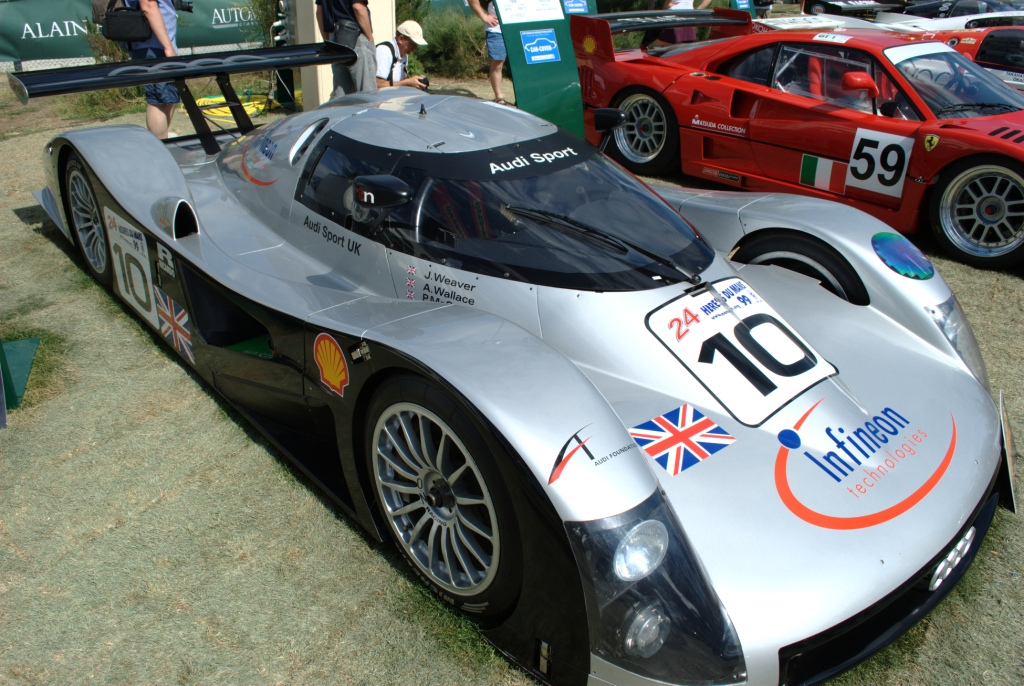
Audi R8C 1999

1999 nahmen die Audis erstmals an Rennen teil, in Sebring und bei den 24 Stunden von Le Mans. Dort erwies sich das in kürzerer Zeit gebaute und viel weniger getestete Audi-R8C-Coupé der Engländer als unzuverlässig, im Gegensatz zum Audi R8R. Der Roadster wurde eingesetzt vom erfahrenen Joest-Team, so dass die Zuverlässigkeit sichergestellt war. Wegen fehlender Geschwindigkeit waren die Audis keine Siegkandidaten, erreichten aber nach Ausfällen der Konkurrenz den dritten und vierten Platz – letzteren gar nach drei Getriebewechseln.
Basierend auf diesen Erfahrungen wurde dann zusammen mit Joest für 2000 der R8 entwickelt. Der R8C wurde zurückgestellt und Erfahrungen aus der Entwicklung flossen ab 2001 in den Bentley Speed 8 ein, der wieder bei rtn entstand und den früheren Le-Mans-Ruhm der 1998 von VW erworbenen Marke wiederbeleben sollte, was 2003 gelang.
Gleichzeitig zogen nach 1999 Mercedes, BMW und Toyota sich zugunsten der Formel 1 werksseitig aus dem Sportwagensport zurück. Porsche als vielfacher Le-Mans-Sieger verzichtete zugunsten der Schwesternmarken im VW-Konzern auf den Einsatz eines neuen Rennwagens mit V10-Motor und entwickelte daraus den Motor für den Porsche Carrera GT.

## Erfolge 2000

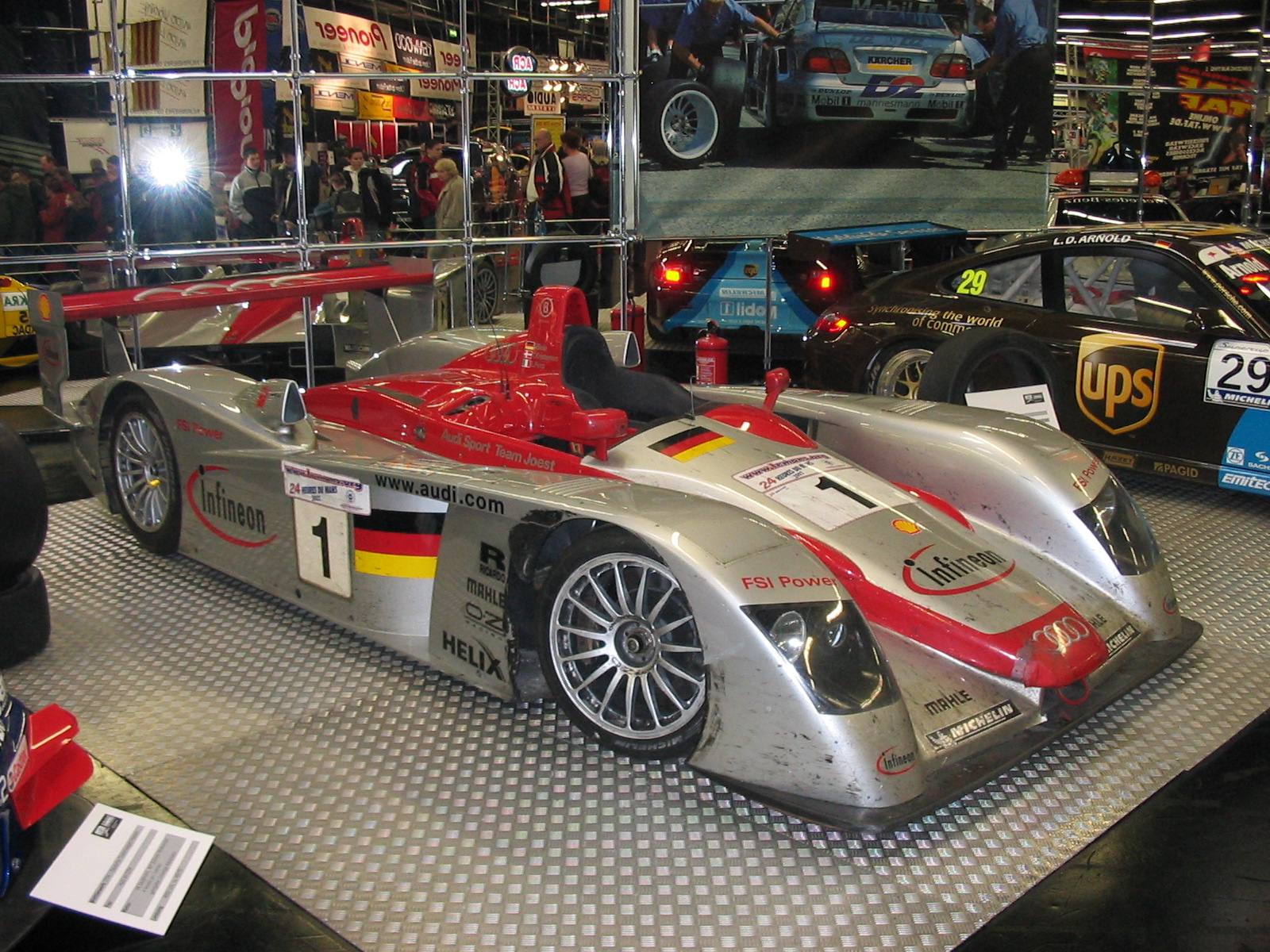
Audi R8, Le-Mans-Sieger 2002

Der neue R8 gewann 2000 auf Anhieb das 12-Stunden-Rennen von Sebring und auch das 24-Stunden-Rennen von Le Mans und kündigte damit die Wachablösung des Vorjahressiegers BMW V12 LMR an, der nicht mehr weiterentwickelt wurde und dessen Werksteam nicht antrat. Auch der Rest der Saison war mit Siegen im Petit Le Mans und in der American Le Mans Series erfolgreich.
Für die 1000-km-Rennen auf dem Nürburgring, die nach einem Jahrzehnt Pause wiederbelebt wurden, galten die starken deutschen Teams von BMW und Audi als Favoriten. Es gewann jedoch im Regen der skurrile Frontmotor-Panoz LMP-1 von Jan Magnussen/David Brabham vor einem BMW V12 LMR, einem Audi R8 und dem zweiten Panoz.

## Dominanz ab 2001
Zwischen 2000 und 2005 gewann der Audi R8 fünfmal das berühmte 24-Stunden-Rennen von Le Mans. Dabei wurden bis 2002 drei Siege in Folge erreicht, dadurch durfte Audi die Siegestrophäe behalten und seither im Firmenmuseum in Ingolstadt ausstellen. Im Jahre 2003 ließ man konzernintern dem Bentley den Vortritt, der mit inoffizieller Unterstützung des Werksteams und von Joest gegen die R8 der Kundenteams gewann.
Am 25. April 2001 verunglückte Michele Alboreto bei Testfahrten durch einen Reifenschaden mit dem R8 auf dem Testoval neben dem EuroSpeedway Lausitz tödlich. Daraufhin stattete Audi den R8 mit Luftdrucksensoren in den Reifen aus, um einen „schleichenden Plattfuß“ frühzeitig zu erkennen.
Bei den Siegen in Le Mans und in der American Le Mans Series wurden meist Doppel- oder Dreifacherfolge durch Audi-Piloten herausgefahren. Nur die Cadillac Northstar LMP waren als Werks-Konkurrenten vertreten, ansonsten nur Privatteams oder kleine Hersteller wie etwa Panoz, Lola, Zytek, Courage, Riley & Scott und Reynard.
Mit der Umstrukturierung der zwei gesamtsiegfähigen Prototypen-Klassen LMP900 und LMP675 in eine hierarchisch Struktur mit schnelleren LMP1 für Werks- und professionelleren Privatteams und kostengünstigeren LMP2 wurde vom Automobile Club de l’Ouest ein neues technisches Reglement eingeführt. Alle älteren Wagen durften mit Anpassungen als sogenannte 'Hybrid' bis 2006 weiter fahren. Audi verzichtete auf die Entwicklung eines neuen Fahrzeuges für diese Übergangszeit, musste dafür im Gegenzug ab 2003 in der ALMS sowie bei den 24 Stunden von Le Mans mit reduzierter Motorleistung antreten, im Jahr 2005 in Le Mans außerdem mit lediglich 520 PS, 50 kg Zusatzgewicht und 80 statt der üblichen 90 Liter Tankinhalt.

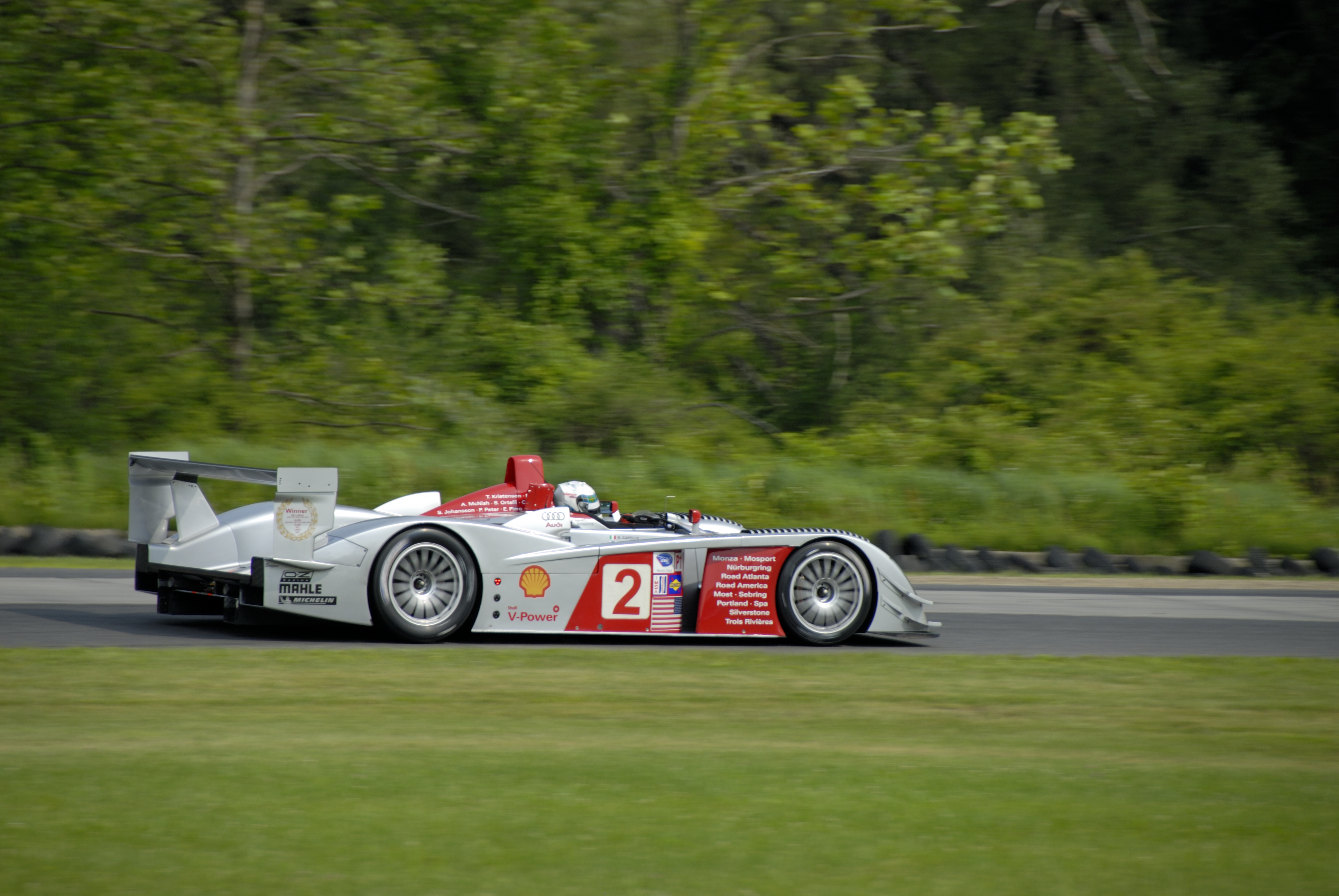
Der Audi R8 bei seinem letzten Renneinsatz im Lime Rock Park 2006

Ende 2005 wurde der Audi R8 offiziell außer Dienst gestellt und ein Straßensportwagen gleichen Namens angekündigt. In der ALMS wurde der Rennprototyp auch nach der Premiere des R10 in Sebring bis Mitte 2006 eingesetzt. Am 1. Juli 2006 bestritt der Audi R8 im Lime Rock Park von Lakeville sein letztes Rennen. In Lime Rock startete Audi Sport North America zum letzten Mal mit dem „guten alten“ R8. Für das Abschiedsrennen in den USA ließ Audi Sport sich eine besondere Lackierung für den R8 einfallen: Auf dem Fahrzeug waren die Namen aller 18 Fahrer zu sehen, die mit dem R8 Rennen gewonnen hatten, ebenso die Namen der weltweit 23 Rennstrecken, auf denen der R8 siegte – vom erfolgreichen Debüt in Sebring im März 2000 bis zum 61. Triumph in Houston. Am Steuer des R8 saßen beim letzten Einsatz Rinaldo Capello und Allan McNish, die damaligen Tabellenführer in der LMP1-Kategorie der American Le Mans Series. Capello holte 18 Siege mit dem R8, erfolgreicher war nur Frank Biela mit 21 Siegen.
Der Nachfolger im Rennsport war ab 2006 der R10 TDI, der von einem 5,5-l-V12-Turbodiesel-Motor mit 475 kW (646 PS) und 1200 Nm angetrieben wurde. Damit kam der TDI-Audi ein Jahr früher zum Einsatz als ein Diesel von Peugeot. Der R10 TDI setzte die Erfolgsgeschichte des R8 mit drei Le-Mans-Gesamtsiegen von 2006 bis 2008 fort.

## Liste der Erfolge
- 2000

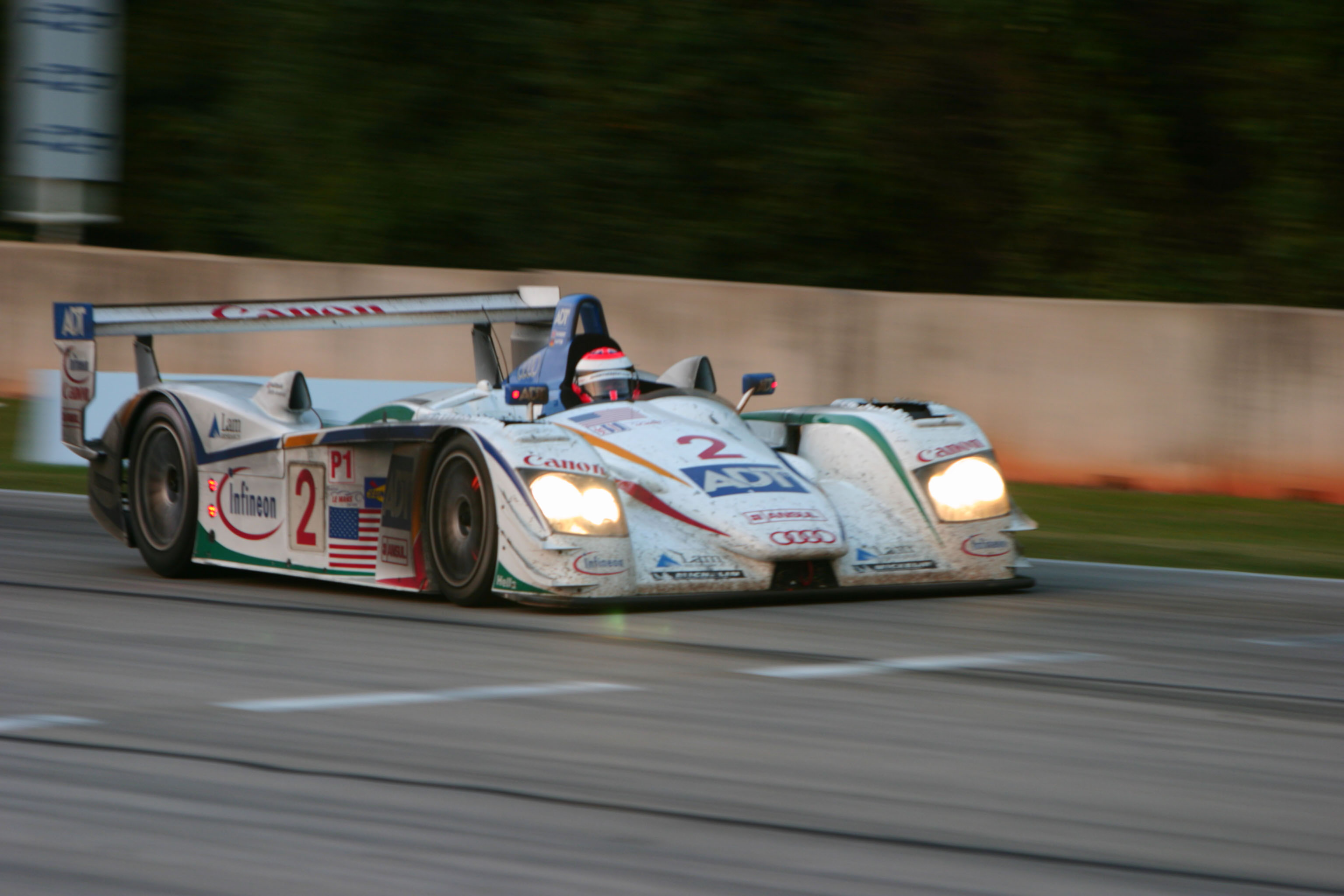
Audi R8 von ADT Champion Racing, Johnny Herbert, 2004

  - Sieger 24 Stunden von Le Mans (Dreifachsieg)
  - Sieger 12 Stunden von Sebring
  - Sieger „Petit Le Mans“
  - Dritter 1000-km-Rennen auf dem Nürburgring
  - Sieger American Le Mans Series
- 2001
  - Sieger 24 Stunden von Le Mans (Doppelsieg)
  - Sieger 12 Stunden von Sebring
  - Sieger „Petit Le Mans“
  - Sieger American Le Mans Series
  - Sieger European Le Mans Series
- 2002
  - Sieger 24 Stunden von Le Mans (Dreifachsieg)
  - Sieger 12 Stunden von Sebring
  - Sieger „Petit Le Mans“
  - Sieger American Le Mans Series
- 2003
  - Sieger 12 Stunden von Sebring
  - Sieger „Petit Le Mans“
  - Sieger American Le Mans Series
  - Sieger 1000-km-Rennen von Spa-Francorchamps und 1000 km Le Mans

- 2004
  - Sieger 24 Stunden von Le Mans (Dreifachsieg)
  - Sieger American Le Mans Series (13 Siege in 14 Rennen)
  - Sieger Le Mans Endurance Series
  - Sieger 12 Stunden von Sebring
  - Sieger 1000-km-Rennen von Monza
  - Sieger 1000-km-Rennen auf dem Nürburgring
  - Sieger 1000-km-Rennen von Silverstone
- 2005
  - Sieger 12 Stunden von Sebring
  - Sieger 24 Stunden von Le Mans
  - Sieger 1000-km-Rennen von Silverstone
  - Sieger American Le Mans Series

## Technische Daten

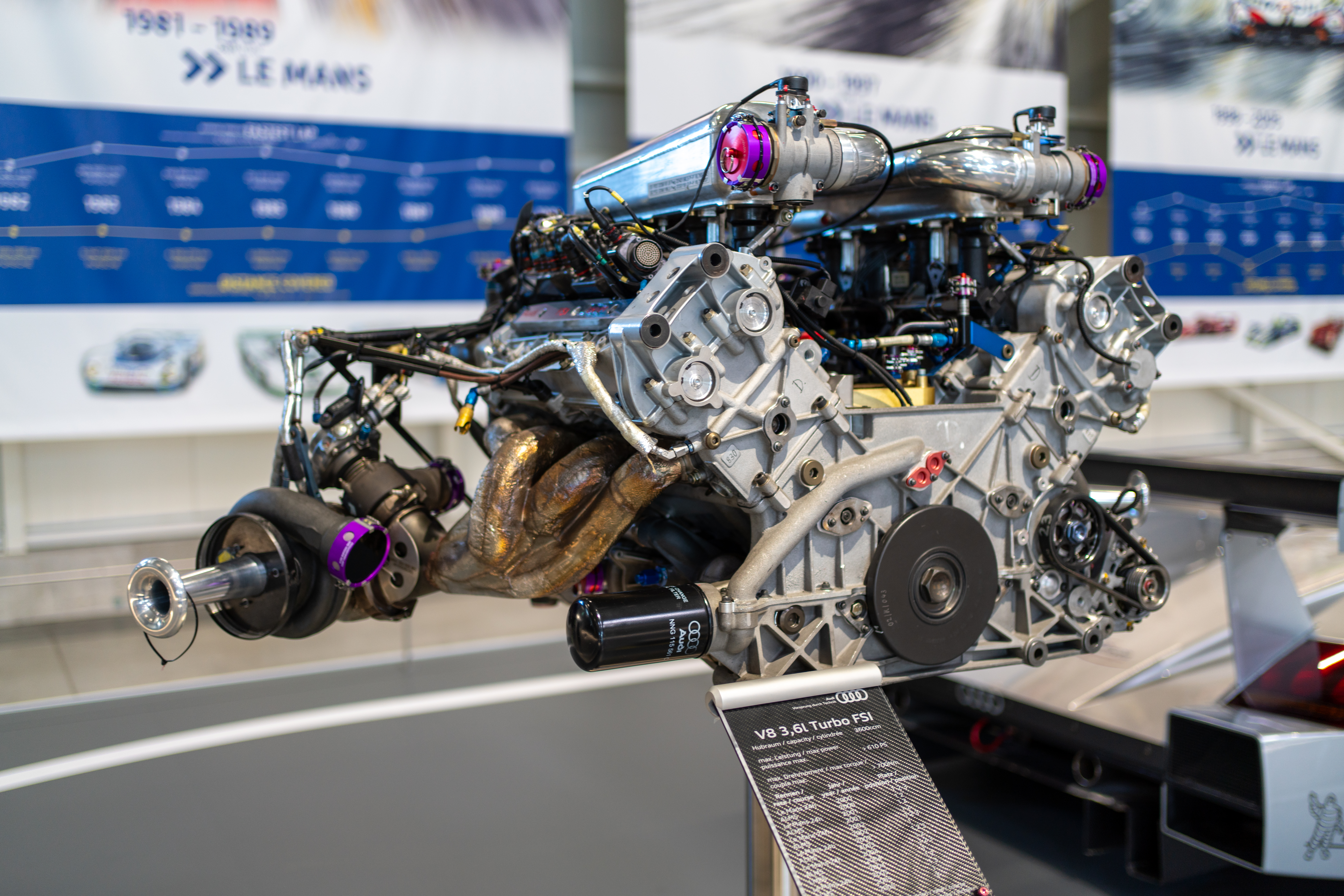
V8-Turbomotor des Audi R8 im Technikmuseum Sinsheim

Leistungsdaten des Audi R8C/R8R, wie er beim 24-Stunden-Rennen von Le Mans im Jahr 1999 eingesetzt wurde:
- V8-Motor
- 3600 cm³ Hubraum
- 600 PS Leistung
- ca. 900 kg Gewicht (mit Fahrer)
- 345+ km/h Höchstgeschwindigkeit

Leistungsdaten des Audi R8, wie er beim 24-Stunden-Rennen von Le Mans und in der American Le Mans Series in den Jahren 2000 bis 2002 eingesetzt wurde:
- V8-Motor (ab 2001 mit FSI)
- 3600 cm³ Hubraum
- 610 PS Leistung
- ca. 900 kg Gewicht (mit Fahrer)
- 335+ km/h Höchstgeschwindigkeit

Leistungsdaten des Audi R8, wie er beim 24-Stunden-Rennen von Le Mans im Jahr 2003 eingesetzt wurde:
- V8-Motor FSI
- 3600 cm³ Hubraum
- 550 PS Leistung
- ca. 900 kg Gewicht (mit Fahrer)
- 325+ km/h Höchstgeschwindigkeit

Leistungsdaten des Audi R8, wie er beim 24-Stunden-Rennen von Le Mans und in der American Le Mans Series im Jahr 2004 eingesetzt wurde:
- V8-Motor mit FSI
- 3600 cm³ Hubraum
- 550 PS Leistung
- ca. 900 kg Gewicht (mit Fahrer)
- 325+ km/h Höchstgeschwindigkeit

Leistungsdaten des Audi R8, wie er beim 24-Stunden-Rennen von Le Mans im Jahr 2005 eingesetzt wurde:
- V8-Motor mit FSI
- 3600 cm³ Hubraum
- 520 PS Leistung
- 950 kg Gewicht (mit Fahrer)
- 310+ km/h Höchstgeschwindigkeit

Leistungsdaten des Audi R8, wie er in der American Le Mans Series im Jahr 2005 eingesetzt wurde:
- V8-Motor mit FSI
- 3600 cm³ Hubraum
- 550 PS Leistung
- ca. 900 kg Gewicht (mit Fahrer)
- 325+ km/h Höchstgeschwindigkeit

Leistungsdaten des Audi R8, wie er in der American Le Mans Series im Jahr 2006 für drei Rennen eingesetzt wurde:
- V8-Motor mit FSI
- 3600 cm³ Hubraum
- 520 PS Leistung
- ca. 930 kg Gewicht (mit Fahrer)
- 310+ km/h Höchstgeschwindigkeit